# 데스노트 NEW GENERATION
《데스노트 NEW GENERATION》(일본어: デスノート NEW GENERATION)은 일본의 웹드라마로, 일본의 만화 《데스노트》를 원작으로 한다. 2016년 영화 《데스노트: 더 뉴 월드》의 개봉에 맞춰 2016년 9월 16일부터 훌루에서 방영되었다. 주제가는 영화의 극중 노래로 사용되는 아무로 나미에의 Fighter이다.